# Castiglione della Pescaia
Castiglione della Pescaia és un municipi situat al territori de la província de Grosseto, a la regió de la Toscana, (Itàlia).
Limita amb els municipis de Gavorrano, Grosseto i Scarlino.
Pertanyen al municipi les frazioni d'Ampio, Buriano, Macchia Scandona, Pian d'Alma, Pian di Rocca, Ponti di Badia, Punta Ala, Riva del Sole, Roccamare, Rocchette, Tirli i Vetulònia.

## Galeria

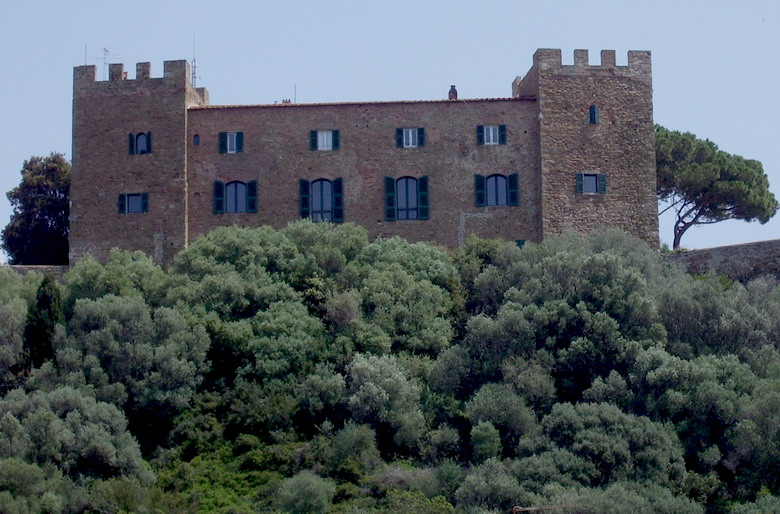
Castell
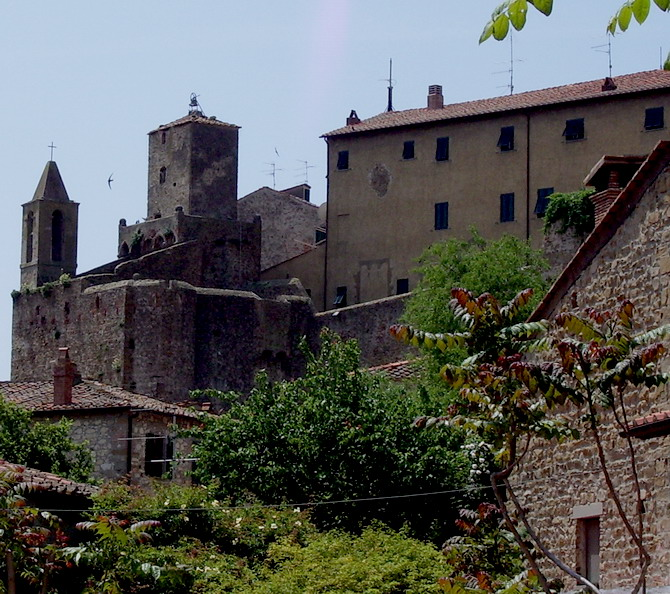
Muralla
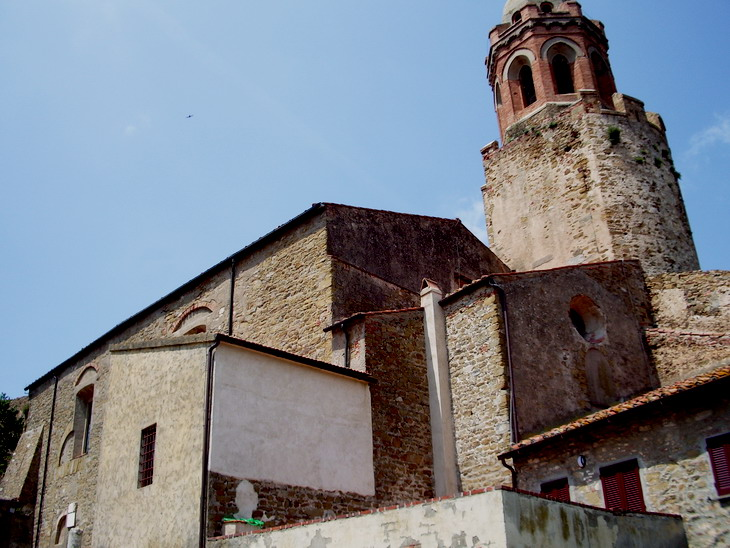
Església de San Joan Batista
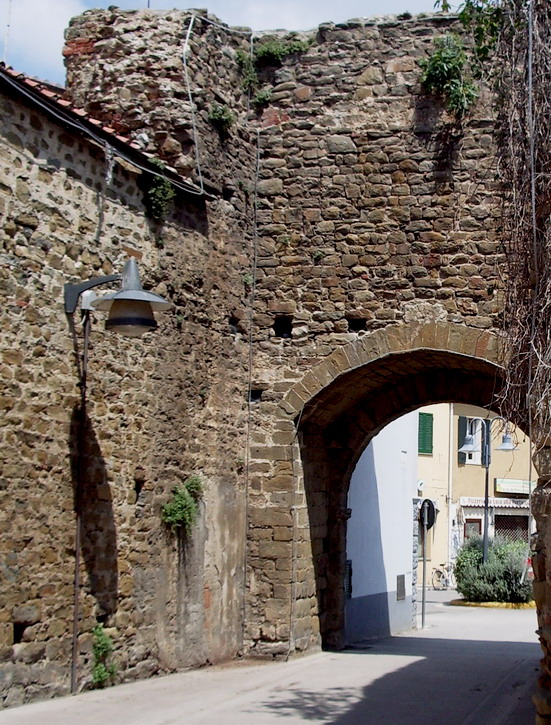
La portaccia
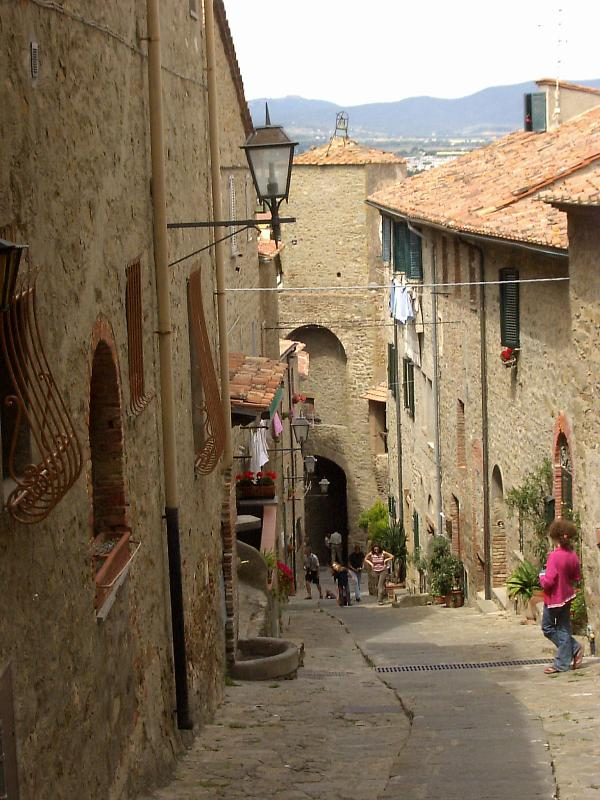
Centre històric
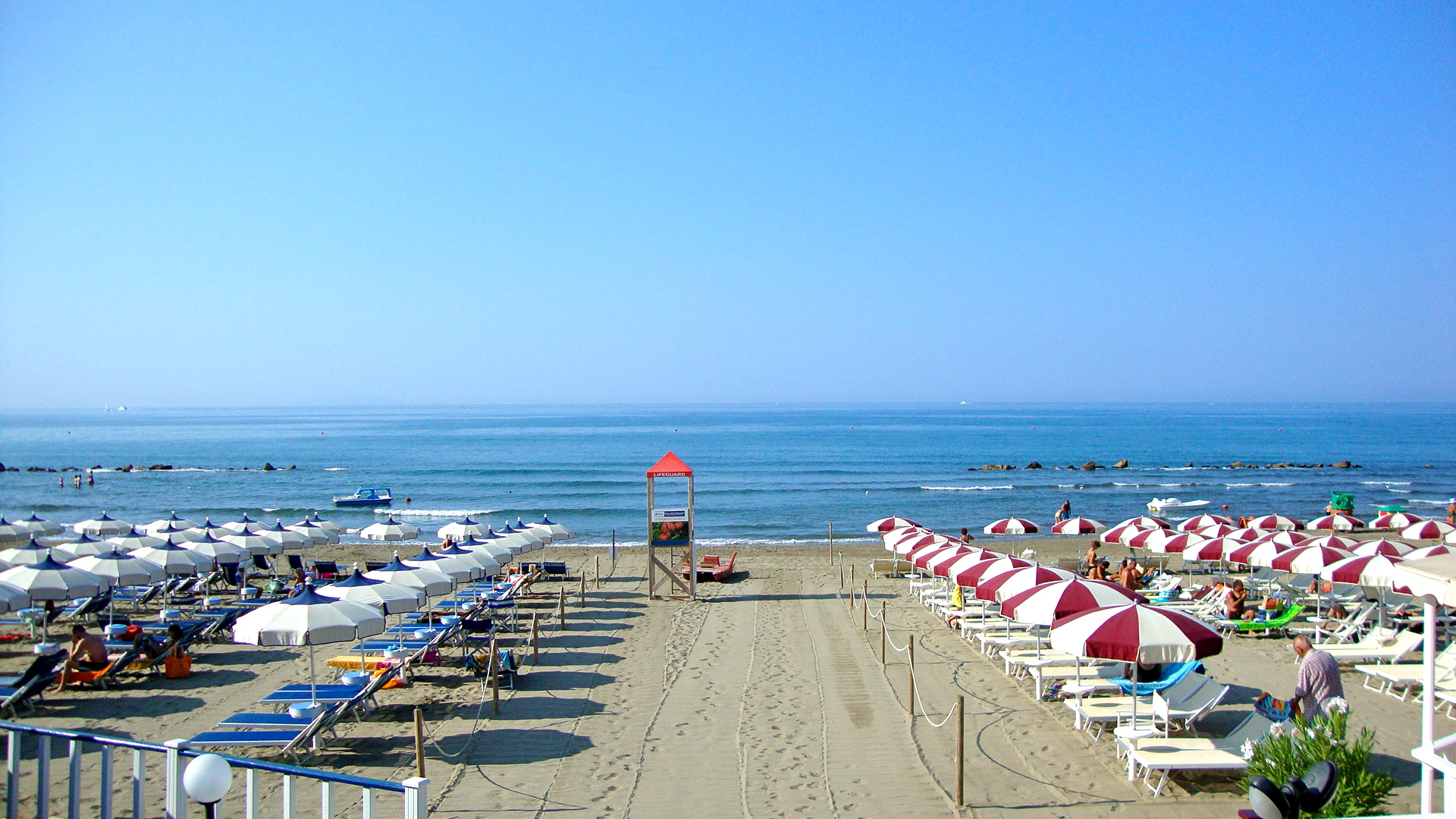
La costa
Localització de Castiglione della Pescaia a la província de Grosseto